# Frontière entre la Mauritanie et le Sahara occidental

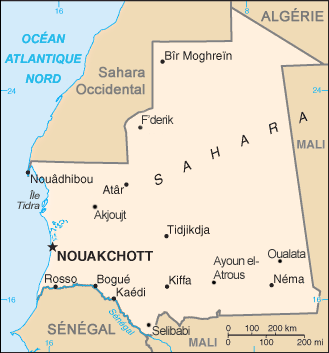
la carte de la Mauritanie et ses pays limitrophes.

La frontière entre la Mauritanie et le Sahara occidental sépare la Mauritanie et le territoire contesté du Sahara occidental. Elle mesure 1 561 km.

## Tracé
Le point nord de la frontière est le tripoint avec l'Algérie (27° 17′ 40″ N, 8° 40′ 00″ O). Elle suit une ligne nord-sud de 146 km, puis suit le 26e parallèle parallèle nord vers l'ouest sur 334 km, elle longe ensuite le 12e méridien ouest sur 176 km. 
Elle forme ensuite un arc vers le sud-ouest jusqu'à 21° 20' N, et suit ce parallèle vers l'ouest sur 408 km. Près de Guerguerat, elle se dirige vers le sud, coupant la péninsule du Ras Nouadhibou dans sa longueur et terminant au cap, sur la côte Atlantique.

## Historique
Son tracé date du début du Xxe siècle, alors que le territoire de l’actuel Mauritanie est sous domination française et le sud de l'empire Chérifien (nommé Rio de Oro par l'Espagne) sous domination espagnole. Le 27 juin 1900, la France et l'Espagne signent le traité de Paris qui définit la frontière entre le Río de Oro (espagnol) et la Mauritanie (française). Le 4 octobre 1904, la convention de Paris fixe les frontières du Saguia el-Hamra et de Cap Juby.
Après le départ des Espagnols en 1975-1976 à la suite des accords de Madrid, le Maroc et la Mauritanie se partagent le Sahara occidental, mais un mouvement indépendantiste sahraoui, le Front Polisario, armé principalement par l'Algérie et la Libye, s'oppose à cette annexion. 
En juillet 1979, après un coup d'État, le Comité Militaire de Salut National (CMSN) mauritanien signe un traité de paix avec le Front Polisario, par lequel il renonce à toute revendication sur le tiers sud du Sahara occidental obtenu lors des accords de Madrid, et reconnaît le Polisario comme seul représentant du peuple sahraoui. Le Maroc annexe alors la portion sud du territoire.
Dans les années 1980, le Maroc construit en plusieurs étapes un mur de défense dans le désert afin d'entraver les incursions du Polisario. Après la signature du cessez-le-feu en 1991, le mur marocain devient la ligne de séparation entre le territoire contrôlé par le Maroc, et celui contrôlé par le Polisario.
Au sud, le mur de défense longe la frontière à quelques kilomètres, laissant une «zone tampon» (selon le Maroc) ou «zone libre» (selon le Polisario). Les postes frontières marocains (Guerguerat, Bir Gandouz, Tichla) sont à l'abri du mur. La partie Est de la frontière est sous le contrôle du Polisario.
Depuis la zone sous contrôle marocain, il est possible de traverser la frontière au sud par quelques rares endroits déminés, en suivant obligatoirement les pistes. La voie la plus sûre est celle qui rejoint Nouadhibou en Mauritanie à Guerguerat, sous contrôle marocain. C'est aussi la seule voie ouverte pour le moment par les autorités marocaines et qui fait la jonction avec la Route nationale 1 (Maroc). 

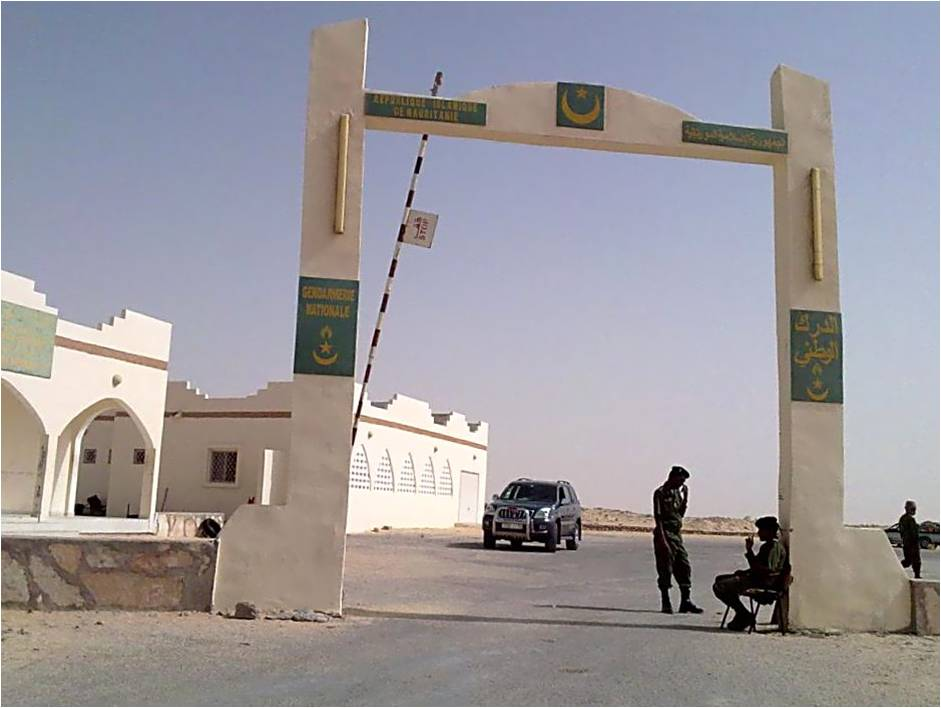
Poste-frontière mauritanien
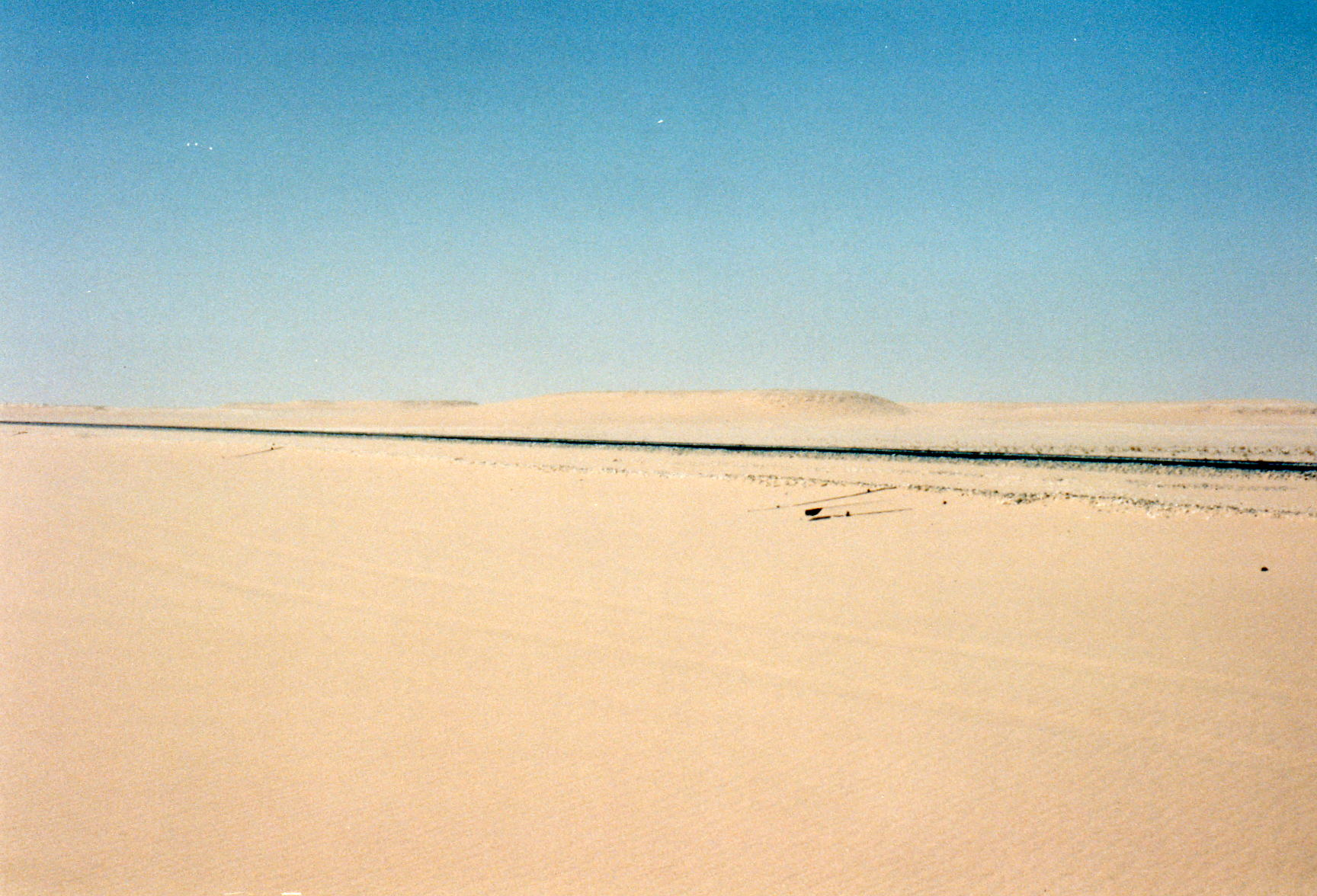
Passage de la frontière dans le désert
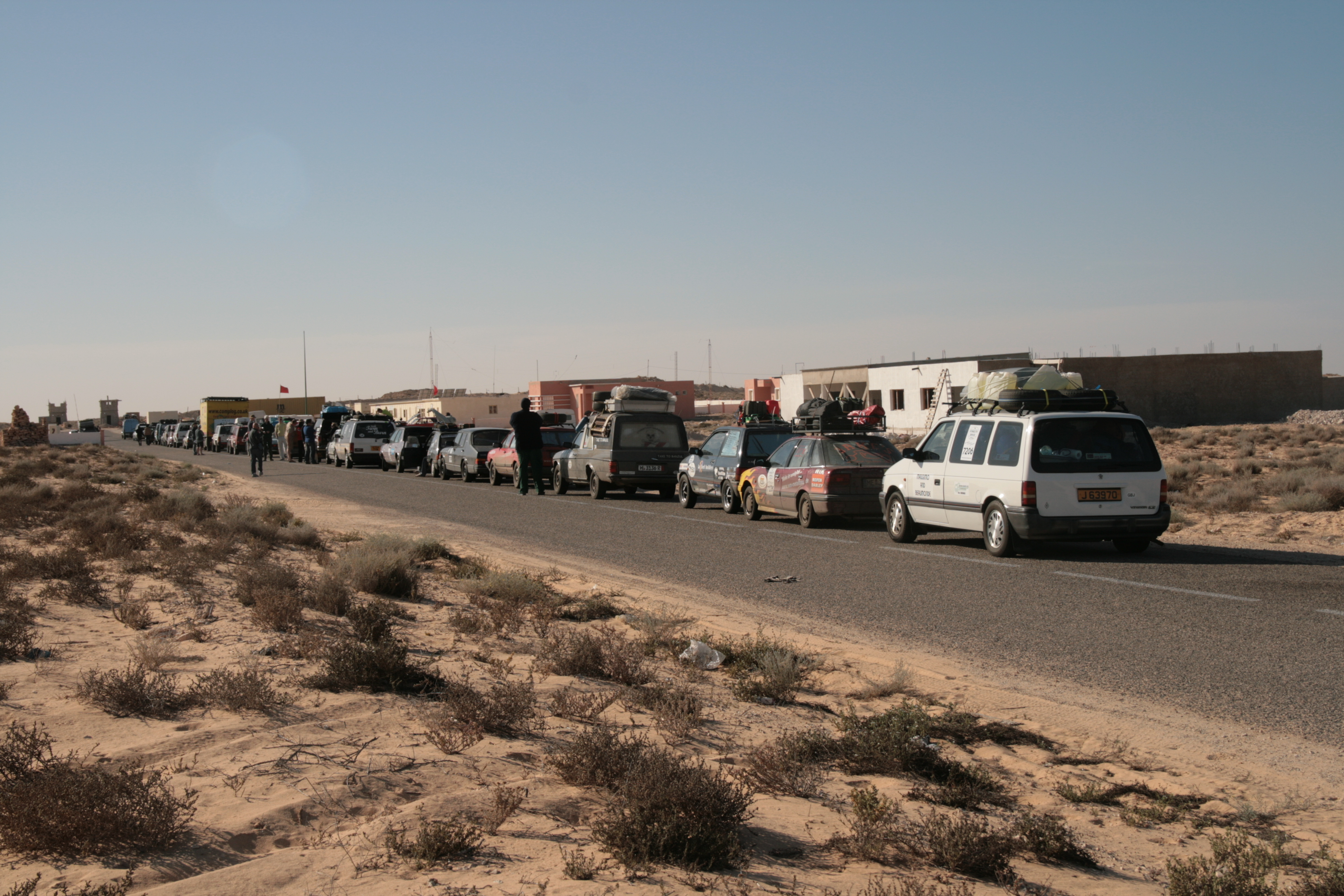
Point de contrôle marocain de Bir Guendouz à Guerguerat